# オレクサンドラ・ミレンコ
オレクサンドラ・ユーリヴナ・ミレンコ（ウクライナ語: Олександра Юріївна Міленко、ラテン文字転写: Oleksandra Milenko、1999年6月29日 - ）は、ウクライナの女子バレーボール選手。ポジションはアウトサイドヒッター。ウクライナ代表。

## 来歴

### クラブチーム
キーウ州ビーラ・ツェールクヴァ出身。2017年、Halychanka-TNEU-GADZへ入団。2017/18シーズンのウクライナ国内リーグではベストアウトサイドヒッター賞を受賞した。2020年、ロシアのSeveryanka Cherepovetsへ移籍し2年間プレーした。2022/23シーズンはSC Prometeyでプレーした。2023年6月、トルコのニルフェル・ベレディイェスポルへの移籍が発表され、2023/24シーズンのトルコリーグは7位となった。2024年5月、PTT Sporへ移籍が発表された。

### 代表チーム
2022年、シニアのウクライナ代表に初選出され、同年のヨーロッパリーグでデビューした。2023年、ヨーロッパリーグでは金メダルを獲得し、自身はベストアウトサイドヒッター賞を受賞した。同年の欧州選手権、パリ五輪予選に出場した。

## 球歴
- 欧州選手権 - 2023年
- パリ五輪予選 - 2023年

## 受賞歴
- 2018年 - 2017/18ウクライナリーグ ベストアウトサイドヒッター賞
- 2019年 - 2018/19ウクライナリーグ ベストオポジット賞
- 2023年 -  ヨーロッパリーグ ベストアウトサイドヒッター賞

## 所属クラブ
- Halychanka-TNEU-GADZ（2017-2020年）
- Severyanka Cherepovets（2020-2022年）
- SC Prometey（2022-2023年）
- ニルフェル・ベレディイェスポル（2023-2024年）
- PTT Spor（2024年-）